# 내각과 외각

내각과 외각

기하학에서 내각(內角, 문화어: 아낙각)이란 다각형에서 한 꼭짓점과 인접한 두 변이 다각형의 안쪽에 만드는 각이다. 두 직선과 그 직선들을 지나가는 또다른 직선이 서로 다른 점에서 만날 때 두 직선의 안쪽에 생기는 각을 뜻하기도 한다.
기하학에서 외각(外角, 문화어: 바깥각)이란 한 변의 연장선과 그 이웃한 변이 만드는 각이다. 두 평행인 직선과 그 직선들을 지나가는 또다른 직선이 만날 때 생기는 각 중 두 평행선 바깥에 있는 각을 뜻하기도 한다.

## 내각과 외각의 성질
- 변이 {\displaystyle n}개인 다각형의 내각의 합은 {\displaystyle (n-2)180^{\circ }}이다.
- 변의 개수에 상관없이 모든 다각형의 외각의 합은 항상 {\displaystyle 360^{\circ }}이다.
- 내각과 외각의 합은 항상 {\displaystyle 180^{\circ }}이다.

## 이웃각
내각과 외각이 서로 인접한 각을 이웃각이라고 한다.
이웃각은 한변과 한꼭지점을 공유하게 된다.

## 동측내각
두 직선 사이에서 다른 한 직선에 대해 같은 쪽에 있는 두 각을 동측내각이라 한다.

## 같이 보기
- 폐합 트래버스